# Huracán Dennis (1981)

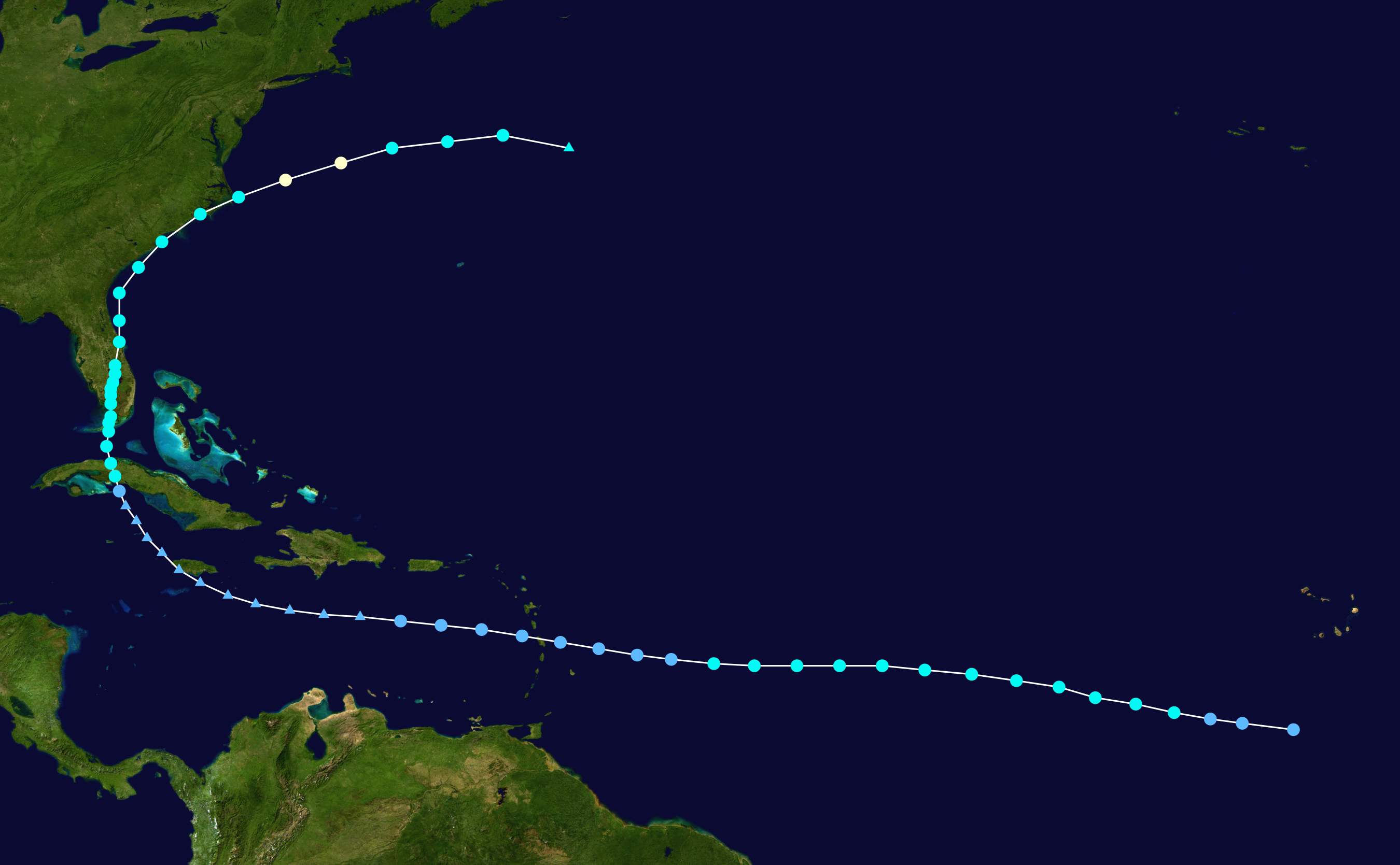
Trayectoria de la tormenta.

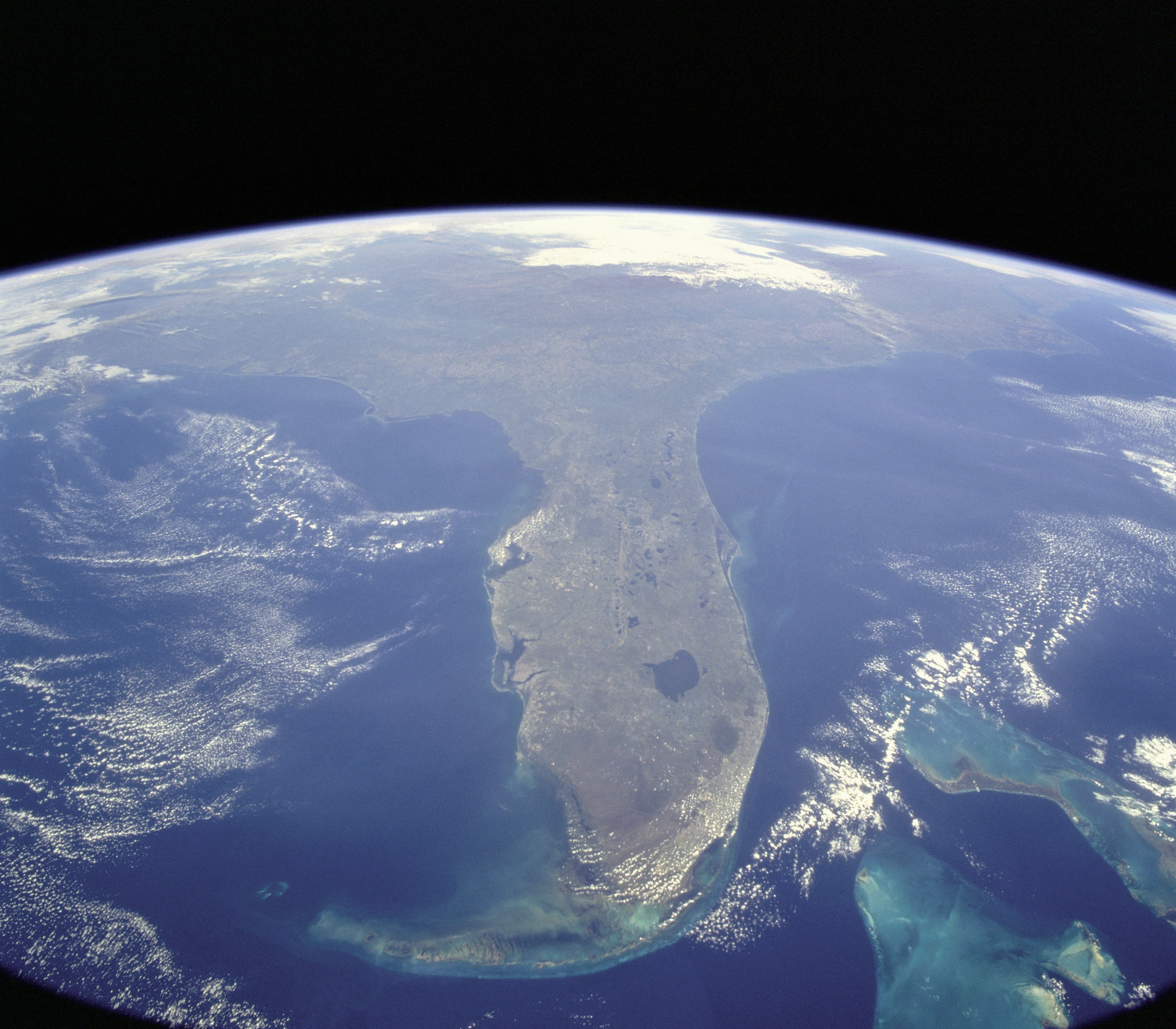
Imagen satelital de Florida.

El huracán Dennis fue la tormenta más destructiva de la temporada de huracanes en el Atlántico de 1981. Dennis tardó doce días y medio en alcanzar el estado de huracán, un registro que batió el huracán Arlene en la temporada de huracanes en el Atlántico de 1987.
La onda tropical que más tarde se convertiría en Dennis, se formó en la costa africana el 5 de agosto. Hacia el 7 de agosto, la onda alcanzó el estado de depresión tropical, y bajo este nombre se dirigió hacia el oeste. Durante ese mismo día  se convirtió en una tormenta tropical y fue llamada Dennis, pasando a ser la 4.ª tormenta de la temporada de 1981. Cuando Dennis se aproximaba al mar Caribe, vientos de nivel fuerte superiores degradaron a la tormenta en una onda tropical hacia el 11 de agosto. Sobre el 15 de agosto, Dennis recuperó el estado de tormenta tropical, y como tal cruzó Cuba y llegó al estrecho de Florida. El 18 y 19 de agosto, Dennis atravesó la península de Florida como una tormenta tropical débil y más tarde se alejó hasta cierta distancia de la costa. Dennis bordeó entonces las Carolinas y alcanzó brevemente el estado de huracán antes de ser declarado extratropical el 22 de agosto
Dennis ocasionó pérdidas de $15 millones de dólares estadounidenses ($34'4 millones de dólares en 2007) en las zonas agrícolas de Florida.

## Historia meteorológica
El huracán Dennis se convirtió en un sistema tropical bien organizado cuando entró en el océano Atlántico dese África el 5 de agosto. Este sistema se intensificó rápidamente y se convirtió en una depresión tropical el 7 de agosto, y como tal se dirigió hacia el oeste. La depresión subió de categoría doce horas más tarde, convirtiéndose en una tormenta tropical. Dennis continuó hacia el oeste en forma de tormenta tropical durante tres días, antes de entrar en un área de cizalladuras, que debilitó el sistema. Dennis volvió a ser una depresión tropical el 11 de agosto, y tras su entrada en el mar Caribe, se debilitó, convirtiéndose en una onda tropical. La onda siguió hacia el oeste, pasando por el sur de Puerto Rico y de las Islas Vírgenes de los Estados Unidos antes de girar hacia el noreste en dirección a Cuba. La onda hizo escala en Jamaica antes de pasar por Cuba.
Mientras permaneció inmóvil, la onda tropical se reforzó y se convirtió e nuevo en la "Depresión Tropical Dennis" el 15 de agosto. El sistema recuperó de nuevo rápidamente el estado de tormenta tropical antes de pasar sobre Cuba. Aunque más despacio, el sistema seguía reforzándose, y Dennis comenzó a formar un ojo que aparecía en las fotos de los satélites. Dennis recaló en Cayo Hueso el 18 de agosto y cruzó el estado. Durante días, Dennis cruzó Florida y mientras se dirigía a la costa este. El 21 de agosto, Dennis realizó un giro lejos de la costa y se convirtió en un huracán, alcanzando velocidades máximas de 130 km/h ese día. Dennis siguió adelante sobre aguas más frías y fue declarado extratropical el 22 de agosto.
Dennis tardó casi 13 días en conseguir llegar a ser un huracán, lo que fue un récord en aquel entonces. Ese récord lo batió el huracán Arlene durante la temporada de huracanes en el Atlántico de 1987.

## Acciones preventivas e impacto
Cuando Dennis se acercó a los Cayos de Florida, se dieron varios avisos y advertencias. En Palm Beach se dio una advertencia de huracán, mientras que en las demás poblaciones costeras se dieron avisos y advertencias de tornado. Los residentes de los Cayos de Florida estuvieron en busca de suministros hasta el último minuto, cuando Dennis penetró en tierra firme el 17 de agosto. La población también abandonó rápidamente la zona de Myrtle Beach, intentando escapar de la Tormenta Tropical Dennis.
Las precipitaciones caídas en el estado de Florida fueron beneficiosas, ya que ayudaron a acabar con una sequía que se prolongaba desde primavera. Sin embargo, cayó poca agua en la zona del Lago Okeechobee, que necesitaba precipitaciones. Las lluvias más fuertes, de entre 510 y 635 mm se dieron en el condado de Miami-Dade, donde al menos 20 familias tuvieron que ser rescatadas mediante aerodeslizadores y vehículos de tracción a las cuatro ruedas.
Las principales pérdidas se dieron en los centros comerciales y en las residencias, donde los tejados no resistieron la fuerza de Dennis. Sin embargo, la peor parte se la llevaron los agricultores de Florida, debido a las inundaciones causadas por Dennis. Se estimó que el gasto total de las pérdidas en el condado de Miami-Dade fue de $15 millones de dólares estadounidenses de 1981 ($34 millones de dólares en 2007 USD). Las inundaciones también causaron problemas de salud entre los residentes. Más tarde también asolaron esta zona dos tornados asociados con Dennis, uno sobre el Cayo Plantation y el otro el norte del condado de Miami-Dade. Las pérdidas causadas por estos dos tornados fueron menores.
Las regiones del norte de Florida apenas notaron los efectos de Dennis. Las mayores precipitaciones en Carolina del Norte fueron de 250 mm. Hubo pérdidas similares, aunque poco relacionadas con la agricultura, en Georgia y Carolina del Sur. Hubo inundaciones en zonas de Georgia y Carolina del Sur, donde también se erosionaron las playas. En la ciudad de Myrtle Beach,  en Carolina del Sur, registro un total de pérdidas de $2 millones de dólares de 1981 ($4'54 millones de dólares en 2007 USD).